# Залізні метеорити
Залізні метеорити (також сидерити) — метеорити, що містять переважно залізо-нікелевий сплав, відомий як метеоритне залізо, який, у свою чергу, складається зазвичай із двох мінеральних фаз — камаситу та теніту. Залізні метеорити походять із планетних ядер планетозималей.
Залізні метеорити були одним із перших джерел заліза, придатного до використання людьми до того, як була розвинена плавка, що ознаменувала початок залізної доби.

## Поширення
Хоча залізні метеорити є досить-таки рідкісними, якщо порівнювати з кам'яними метеоритами (залізні метеорити становлять лише близько 5,7% усіх спостережуваних падінь), історично так склалося, що саме вони ставали найчастішими й найпоширенішими екземплярами метеоритів у різних метеоритних колекціях.
Такий стан речей є наслідком кількох чинників:
- Залізні метеорити вирізняються своєю незвичайністю — їх легко можуть відрізнити від звичайного каміння та вирізнити з-поміж інших метеоритів навіть непрофесіонали, на відміну від кам'яних метеоритів, з якими це зробити складніше. Сучасні пошуки метеоритів у пустелях та в Антарктиці вносять все більше й більше розмаїття у відомі різновиди знайдених зразків.
- Залізні метеорити значно краще протистоять вивітрюванню, аніж кам'яні та залізо-кам'яні.
- Вони мають значно вищі шанси вціліти під час падіння крізь атмосферу, бо значно краще протистоять абляції[прим. 1]. А отже, для них є значно вищою ймовірність того, що їх знайдуть великими суцільними шматками.

Оскільки вони мають також значно більшу густину, аніж кам'яні метеорити, маса залізних метеоритів становить майже 90% маси усіх відомих метеоритів — близько 500 тонн. Усі відомі великі метеорити належать саме до цього типу, зокрема, і найбільший серед них — метеорит Hoba.

## Походження
Залізні метеорити пов'язували з астероїдами типу M, оскільки як одні, так й інші, мають однакові спектральні характеристики у видимому та в ближньому інфрачервоному світлі. Залізні метеорити вважаються уламками ядер більших стародавніх астероїдів, які розбилися на шматки внаслідок зіткнень з іншими тілами. Тепло, яке виділялося внаслідок радіоактивного розпаду нуклідів 26Al та 60Fe із коротким періодом напіврозпаду, вважається правдоподібною причиною плавлення та диференціації батьківських тіл у початкові періоди існування Сонячної системи. Хімічний клас IIE може бути важливим винятком, оскільки вони, найімовірніше, походять із кори астероїда типу S — 6 Геба.
Хімічний та ізотопний аналізи свідчать про те, що у формуванні залізних астероїдів брало участь щонайменше 50 окремих космічних тіл. Це означає, що колись у поясі астероїдів було щонайменше саме стільки великих, диференційованих астероїдів — значно більше, ніж є зараз.

## Використання
Історично із залізних метеоритів видобували метеоритне залізо, з якого потім виготовляли різні культурні вироби, інструменти, та зброю. З винайденням плавки та початком залізної доби важливість залізних метеоритів як ресурсу значно зменшилась, принаймні для тих культур, які спромоглися розвинути технологію плавки металів. Інуїти використовували метеорит Cape York значно довше. Іноді залізні метеорити використовували майже незмінними — як предмети колекціонування або навіть релігійні символи (наприклад, індіанське плем'я клакамас поклонялося метеоритові Willamette. Сьогодні ж залізні метеорити є цінними екземплярами метеоритних колекцій — як академічних установ, так і окремих колекціонерів. Окремі з них є також туристичними принадами, як-от у випадку з метеоритом Hoba.

## Класифікація
Застосовується дві класифікації: класична структурна класифікація та новіша хімічна класифікація.

### Структурна класифікація
Залежно від структури, визначеної вмістом нікелю, залізні метеорити поділяють на гексаедрити, октаедрити та атаксити. Гексаедрити складаються з великих кристалів камаситу, октаедрити містять суміш кристалів камаситу та теніту, атаксити — лише теніт. Унаслідок обробки полірованої поверхні кислотою на гексаедритах з'являються нейманові лінії, а на поверхні октаедритів — відманштеттенові фігури. За цією класифікацією, метеорити належать до таких категорій:
- Гексаедрити (H): вміст нікелю 4—6 %[10];
- Октаедрити (O): вміст нікелю —6-12 %[10]. Найпоширеніший клас. Їх поділяють на дрібніші підкласи за шириною камаситових ламелей — від грубозернистих до дрібнозернистих[11].
  - Найбільш грубозернисті (Ogg): ширина ламелей > 3,3 мм
  - Грубозернисті (Og): ширина ламелей 1,3-3,3 мм
  - Середньозернисті (Om): ширина ламелей 0,5-1,3 мм
  - Дрібнозернисті (Of): ширина ламелей 0,2-0,5 мм
  - Найбільш дрібнозернисті (Off): ширина ламелей < 0,2 мм
  - Плеситові (Opl): перехідний клас між октаедритами та атакситами[12]
- Атаксити (D): вміст нікелю — понад 12 %[10]. Дуже рідкісні.[13]

### Хімічна класифікація
Нова схема хімічної класифікації, що базується на пропорціях залишкових елементів Ga, Ge та Ir, ділить залізні метеорити на класи, що відповідають окремим астероїдним батьківським тілам Ця класифікація базується на графіках, що порівнюють вміст нікелю з вмістом різних залишкових елементів (напр., Ga, Ge та Ir). Різноманітні групи залізних метеоритів проявляються на таких графіках як точкові кластери даних..
Спочатку було лише чотири таких групи, пронумеровані римськими числами I, II, III, IV. Коли стала доступною більша кількість хімічних даних, їх розділили на дрібніші групи. Наприклад, групу IV розбили на IVA та IVB. Пізніше деякі дрібні групи повторно об'єднували в єдину групу після того, як були виявлені проміжні метеорити, які підтверджували зв'язок. Наприклад, метеорити IIIA та IIIB утворили єдину групу IIIAB.
2006 року залізні метеорити за цією класифікацією поділено на 13 груп (одна — для некатегоризованих залізних метеоритів):
- IAB
  - IA: середньо- та грубозернисті октаедрити, 6.4-8.7% Ni, 55-100 ppm Ga, 190–520 ppm Ge, 0.6-5.5 ppm Ir, співвідношення Ge-Ni негативне.
  - IB: атаксити та середньозернисті октаедрити, 8.7-25% Ni, 11-55 ppm Ga, 25-190 ppm Ge, 0.3-2 ppm Ir, співвідношення Ge-Ni негативне.
- IC
- IIAB
  - IIA: гексаедрити, 5.3-5.7% Ni, 57-62 ppm Ga, 170–185 ppm Ge, 2-60ppm Ir.
  - IIB: найбільш грубозернисті октаедрити, 5.7-6.4% Ni, 446-59 ppm Ga, 107–183 ppm Ge, 0.01-0.5 ppm Ir, співвідношення Ge-Ni негативне.
- IIC: плеситові октаедрити, 9.3-11.5% Ni, 37-39 ppm Ga, 88-114 ppm Ge, 4-11 ppm Ir, співвідношення Ge-Ni позитивне.
- IID: від дрібнозернистих до середньозернистих октаедритів, 9.8-11.3%Ni, 70-83 ppm Ga, 82-98 ppm Ge, 3.5-18 ppm Ir, співвідношення Ge-Ni позитивне.
- IIE: октаедрити різної зернистості, 7.5-9.7% Ni, 21-28 ppm Ga, 60-75 ppm Ge, 1-8 ppm Ir, співвідношення Ge-Ni відсутнє.
- IIIAB: середньозернисті октаедрити, 7.1-10.5% Ni, 16-23 ppm Ga, 27-47 ppm Ge, 0.01-19 ppm Ir.
- IIICD: від атакситів до дрібнозернистих октаедритів, 10-23% Ni, 1.5-27 ppm Ga, 1.4-70 ppm Ge, 0.02-0.55 ppm Ir.
- IIIE: грубозернисті октаедрити, 8.2-9.0% Ni, 17-19 ppm Ga, 3-37 ppm Ge, 0.05-6 ppm Ir, співвідношення Ge-Ni відсутнє.
- IIIF: від середньо- до грубозернистих октаедритів, 6.8-7.8% Ni,6.3-7.2 ppm Ga, 0.7-1.1 ppm Ge, 1.3-7.9 ppm Ir, співвідношення Ge-Ni відсутнє.
- IVA: дрібнозернисті октаедрити, 7.4-9.4% Ni, 1.6-2.4 ppm Ga, 0.09-0.14 ppm Ge, 0.4-4 ppm Ir, співвідношення Ge-Ni позитивне.
- IVB: атаксити, 16-26% Ni, 0.17-0.27 ppm Ga, 0,03-0,07 ppm Ge, 13-38 ppm Ir, співвідношення Ge-Ni позитивне.
- Позагрупові метеорити. Це — досить-таки велика група (близько 15% від загальної кількості), до якої належать понад 100 метеоритів, які не можуть бути віднесені до жодного з класів, поданих вище, і походять із близько 50 окремих батьківських тіл.

Додаткові групи та міні-групи обговорюються в науковій літературі:
- IIG: гексаедрити з грубозернистим шрейберзитом. Метеоритне залізо має низьку концентрацію нікелю[17].

#### Магматичні та примітивні залізні метеорити
Залізні метеорити також можна поділити на такі два різновиди: магматичні та немагматичні, або примітивні залізні метеорити.
| Різновид                     | Групи                                                                            |
| Примітивні залізні метеорити | IAB, IIE, міні-група «Udei Station», міні-група «Pitts», sLL, sLM, sLH, sHL, sHH |
| Магматичні залізні метеорити | IC, IIAB, IIC, IID, IIF, IIG, IIIAB, IIIE, IIIF, IVA, IVB                        |

## Кам'яно-залізні метеорити
Існують також окремі категорії для метеоритів змішаного складу, в яких поєднуються залізні та «кам'яні» речовини.
Класифікація кам'яно-залізних метеоритів:
- Паласити
  - Паласити основної групи
  - Міні-група «Eagle Station»
  - Піроксенова паласитова міні-група
- Мезосидерити

## Галерея
| |
| Метеорит Hoba — найбільший залізний метеорит із відомих. Перебуває у Намібії і важить близько 60 тонн. |

| |
| Метеорит Willamette, виставлений в Американському музеї природознавства. Важить близько 14 500 кг. Найбільший з усіх метеоритів, які коли-небудь знаходили на території США. |

| |
| Метеорит Bendengó вагою у 5 360 кг, був знайдений у 1784 році, а в 1888 привезений на його теперішнє місце перебування у Національному музеї Бразилії в Ріо-де-Жанейро. Найбільший метеорит з усіх, знайдених на території Бразилії. |

| |
| Метеоритне залізо вагою у 635 кілограмів, виставлене у Лондонському музеї природознавства. Знайдене 1783 року в Чако, Аргентина. |

| |
| Окремий метеорит із Сіхоте-Алінського метеоритного дощу. Вага — 1.7 кг, найбільш грубозернистий октаедрит, клас IIAB. Ширина цього екземпляра — близько 12 см. |

| |
| 700-грамовий екземпляр залізного метеорита Chinga (атаксит, клас IVB). Ширина цього зразка становить близько 9 см. |

|                                                 |
| Уламок метеорита Canyon Diablo шириною у 90 мм. |